# Schlichten (Fertigungstechnik)

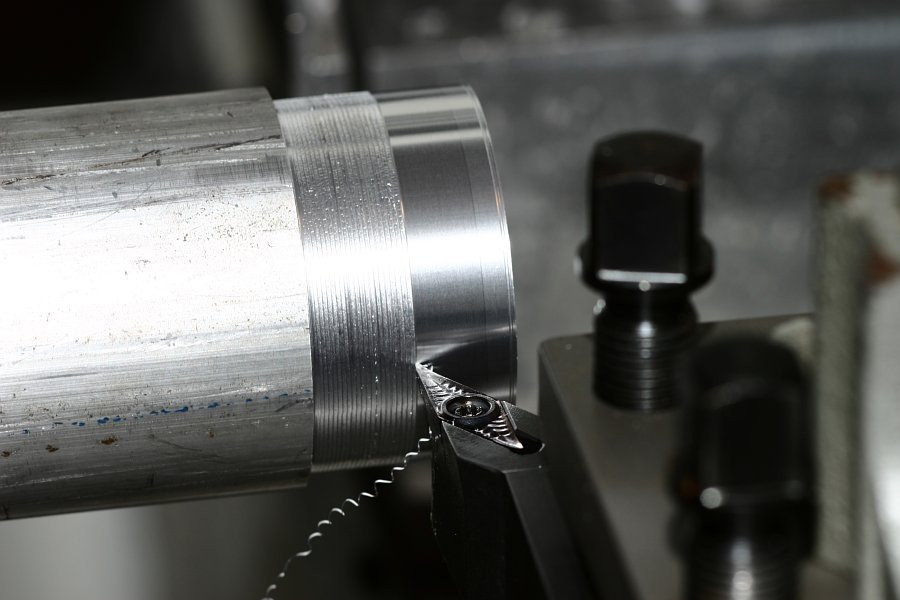
Schlichten eines Rundmaterials auf einer Drehmaschine

Schlichten bezeichnet in der Fertigungstechnik meist das Abtragen geringerer Materialmengen zur Feinbearbeitung. Die Grobbearbeitung wird als Schruppen bezeichnet.
In der Schmiedetechnik bezeichnet Schlichten das Verfeinern eines grob geschmiedeten Materials durch leichte Hammerschläge – in der Regel mit einem Hilfshammer (Schlichthammer) – zur Erzielung einer möglichst glatten Oberfläche.
In der Fertigungstechnik folgt das Schlichten dem Schruppen mit dem Ziel, die geforderte Oberflächengüte sowie Maß- und Formgenauigkeit zu erreichen. Im Zusammenhang mit den Genauigkeitsanforderungen an das Werkstück spricht man auch von Fein- beziehungsweise Feinstschlichten. In der Regel dient das Schlichten der End- oder Fertigbearbeitung, kann jedoch auch für einen darauf folgenden Fertigungsschritt, wie beispielsweise das Polieren oder Schleifen erforderlich sein. Die Verbesserungen erfolgen durch Herabsetzen der Prozesskräfte sowie die Verwendung genauerer Maschinen und Werkzeuge.
Wird das Werkstück ohne Materialabtrag in seine geometrische Endform gebracht, so spricht man – insbesondere bei Biegen oder Pressen – von einem Richtvorgang.

## Verfahren
Beim Schmieden oder Kunstschmieden wird häufig die ursprüngliche grobe Gestalt des entstandenen Produkts nachträglich im glühenden Zustand überarbeitet, um ungewollte strukturelle Unebenheiten zu beseitigen.
Bei spanabhebenden Fertigungsverfahren entstehen die Prozesskräfte zum vorwiegenden Teil aus der Schnittkraft, welche mittels geringer Schnitttiefe und Vorschübe sowie einer wesentlich erhöhten Schnittgeschwindigkeit verringert wird. Dies verhindert elastische Deformationen an Maschine, Werkzeug und Werkstück. Weiterhin ist der Verschleiß des Werkzeugs niedriger, woraus sich eine höhere Maßhaltigkeit ergibt. Bei berührungslosen Verfahren wie der Funkenerosion oder dem elektrochemischen Abtragen wird analog zur Schnittkraft die für den Materialabtrag eingebrachte Energie reduziert.
Neben dem Herabsetzen der Prozesskraft erfolgt durch niedrigere Vorschubgeschwindigkeiten bei Verfahren mit rotatorischer Schnittbewegung wie dem Fräsen oder Drehen ein engeres Beieinanderliegen der Schneideneingriffe. Die direkt durch die Schneide hervorgerufene Rauhtiefe (Gestaltabweichung 3. Ordnung) nimmt ab, jedoch kann der Vorschub beziehungsweise die Schnitttiefe nicht kleiner als der Schneidenradius gewählt werden, da sonst das Material nicht abgetrennt, sondern nur verdichtet und abgedrückt wird.

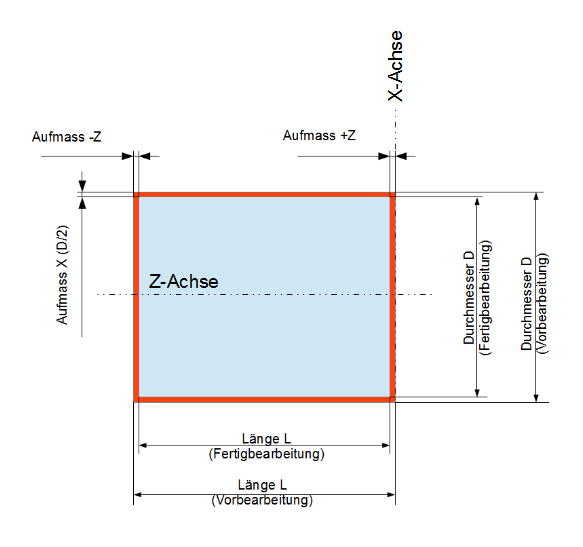
Beim Schlichten werden nur geringe Materialteile (Aufmaße) verarbeitet.

Räumliche Konturen verlangen nach einer der Sollkontur so weit wie möglich angenäherten Bearbeitung. Beim Schlichten muss deshalb das geführte Werkzeug in eng aufeinanderfolgenden Bahnen die Kontur abfahren. Die Endform ist daher nie glatt, sondern ähnelt vielmehr einer dem Werkzeug entsprechenden Treppenform. Die Ausnahme bilden hier abbildende Verfahren wie das Ultraschallschwingläppen oder das funkenerosive Senken, doch auch hier können die Werkzeuge anfangs oder immer mit aus der Werkzeugherstellung stammenden Fehlern behaftet sein.

## Manuelles Schlichten
Neben den maschinengebunden Schlichtverfahren gibt es auch das Schlichten mit Handwerkzeugen. Im einfachsten Fall ist dies der Gebrauch der Schlichtfeile (einer Feile mit höherem Hieb, d. h. kleinem Abstand der Feilenzähne) oder das Schleifen mittels handgeführter Werkzeuge, wie Schleifpapier.
In dem Fach Grundlagen der Metallbearbeitung lernen alle angehenden Facharbeiter das präzise Feilen. Insbesondere das Schlichten wird oftmals eine Übung in Genauigkeit, Qualität, Ruhe, Sorgfalt.